# Cerianthus punctatus
Cerianthus punctatus är en korallart som beskrevs av Uchida 1979. Cerianthus punctatus ingår i släktet Cerianthus och familjen Cerianthidae. Inga underarter finns listade i Catalogue of Life.